# Саман Тахмасебі
Саман Тахмасебі (перс. سامان طهماسبي; нар. 26 липня 1985, Сенендедж, Курдистан) — азербайджанський та іранський борець греко-римського стилю курдського походження, триразовий бронзовий та дворазовий срібний призер чемпіонатів світу, чемпіон Азії, триразовий призер кубків світу, учасник трьох Олімпійських ігор.

## Біографія
Боротьбою почав займатися з 2000 року. До 2010 року представляв Іран. З 2011 року виступає за збірну Азербайджану.
Виступає за спортивний клуб «Атаспорт» з Баку.

## Спортивні результати на міжнародних змаганнях

### Виступи на Олімпіадах
| Змагання                    | Збірна      | Вагова категорія                 | Місце |
| --------------------------- | ----------- | -------------------------------- | ----- |
| Літні Олімпійські ігри 2008 | Іран        | греко-римська боротьба, до 84 кг | 11    |
| Літні Олімпійські ігри 2012 | Азербайджан | греко-римська боротьба, до 84 кг | 11    |
| Літні Олімпійські ігри 2016 | Азербайджан | греко-римська боротьба, до 85 кг | 13    |

### Виступи на Чемпіонатах світу
| Змагання                        | Збірна      | Вагова категорія                 | Місце  |
| ------------------------------- | ----------- | -------------------------------- | ------ |
| Чемпіонат світу з боротьби 2006 | Іран        | греко-римська боротьба, до 84 кг | Бронза |
| Чемпіонат світу з боротьби 2007 | Іран        | греко-римська боротьба, до 84 кг | Бронза |
| Чемпіонат світу з боротьби 2010 | Азербайджан | греко-римська боротьба, до 84 кг | 19     |
| Чемпіонат світу з боротьби 2011 | Азербайджан | греко-римська боротьба, до 84 кг | 5      |
| Чемпіонат світу з боротьби 2013 | Азербайджан | греко-римська боротьба, до 84 кг | Срібло |
| Чемпіонат світу з боротьби 2014 | Азербайджан | греко-римська боротьба, до 85 кг | Срібло |
| Чемпіонат світу з боротьби 2015 | Азербайджан | греко-римська боротьба, до 85 кг | Бронза |

### Виступи на Чемпіонатах Азії
| Змагання                       | Збірна | Вагова категорія                 | Місце  |
| ------------------------------ | ------ | -------------------------------- | ------ |
| Чемпіонат Азії з боротьби 2007 | Іран   | греко-римська боротьба, до 84 кг | Золото |

### Виступи на Чемпіонатах Європи
| Змагання                         | Збірна      | Вагова категорія                 | Місце |
| -------------------------------- | ----------- | -------------------------------- | ----- |
| Чемпіонат Європи з боротьби 2011 | Азербайджан | греко-римська боротьба, до 84 кг | 15    |
| Чемпіонат Європи з боротьби 2012 | Азербайджан | греко-римська боротьба, до 84 кг | 8     |
| Чемпіонат Європи з боротьби 2013 | Азербайджан | греко-римська боротьба, до 84 кг | 5     |
| Чемпіонат Європи з боротьби 2014 | Азербайджан | греко-римська боротьба, до 85 кг | 16    |

### Виступи на Азійських іграх
| Змагання           | Збірна | Вагова категорія                 | Місце |
| ------------------ | ------ | -------------------------------- | ----- |
| Азійські ігри 2006 | Іран   | греко-римська боротьба, до 84 кг | 9     |

### Виступи на Європейських іграх
| Змагання              | Збірна      | Вагова категорія                 | Місце |
| --------------------- | ----------- | -------------------------------- | ----- |
| Європейські ігри 2015 | Азербайджан | греко-римська боротьба, до 85 кг | 9     |

### Виступи на Кубках світу
| Змагання                    | Збірна      | Вагова категорія                 | Місце  |
| --------------------------- | ----------- | -------------------------------- | ------ |
| Кубок світу з боротьби 2011 | Азербайджан | греко-римська боротьба, до 84 кг | Срібло |
| Кубок світу з боротьби 2012 | Азербайджан | греко-римська боротьба, до 84 кг | Бронза |
| Кубок світу з боротьби 2013 | Азербайджан | греко-римська боротьба, до 96 кг | 12     |
| Кубок світу з боротьби 2014 | Азербайджан | греко-римська боротьба, до 98 кг | Бронза |

### Виступи на інших змаганнях
| Змагання                                 | Збірна      | Вагова категорія                 | Місце  |
| ---------------------------------------- | ----------- | -------------------------------- | ------ |
| Турнір Дана Колова — Николи Петрова 2007 | Іран        | греко-римська боротьба, до 84 кг | 10     |
| Кубок Ядегара Імама 2010                 | Іран        | греко-римська боротьба, до 84 кг | Бронза |
| Турнір Вехбі Емре 2011                   | Азербайджан | греко-римська боротьба, до 84 кг | Золото |
| Золотий Гран-прі з боротьби 2011 (Баку)  | Азербайджан | греко-римська боротьба, до 84 кг | Срібло |
| Тестовий турнір FILA 2011                | Азербайджан | греко-римська боротьба, до 84 кг | Золото |
| Гран-прі Іспанії з боротьби 2013         | Азербайджан | греко-римська боротьба, до 84 кг | Золото |
| Золотий Гран-прі з боротьби 2013 (Баку)  | Азербайджан | греко-римська боротьба, до 84 кг | Золото |
| Турнір Вехбі Емре 2014                   | Азербайджан | греко-римська боротьба, до 98 кг | Бронза |
| Золотий Гран-прі з боротьби 2014 (Баку)  | Азербайджан | греко-римська боротьба, до 85 кг | Срібло |
| Турнір Вехбі Емре і Гаміта Каплана 2015  | Азербайджан | греко-римська боротьба, до 98 кг | 10     |
| Золотий Гран-прі з боротьби 2015         | Азербайджан | греко-римська боротьба, до 98 кг | 13     |